# Censo paraguayo de 1982
El Censo paraguayo del 1982 fue realizado por la Dirección General de Estadísticas, Encuestas y Censos (DGEEC). Se efectuó el 11 de julio de 1982.

## Resultados por departamentos
| Rango | Departamento               | Población |
| ----- | -------------------------- | --------- |
| 1     | Central                    | 497.388   |
| 2     | Distrito Capital: Asunción | 454.881   |
| 3     | Caaguazú                   | 299.437   |
| 4     | Itapúa                     | 262.680   |
| 5     | Paraguarí                  | 204.399   |
| 6     | Alto Paraná                | 199.644   |
| 7     | Cordillera                 | 194.011   |
| 8     | San Pedro                  | 191.002   |
| 9     | Guairá                     | 143.510   |
| 10    | Concepción                 | 133.977   |
| 11    | Caazapá                    | 109.452   |
| 12    | Misiones                   | 77.475    |
| 13    | Ñeembucú                   | 70.338    |
| 14    | Amambay                    | 68.395    |
| 15    | Canindeyú                  | 66.409    |
| 16    | Presidente Hayes           | 33.021    |
| 17    | Boquerón                   | 14.790    |
| 18    | Alto Paraguay              | 9.021     |
|       | Paraguay                   | 3.029.830 |

### Datos Adicionales
- Varones: 1.521.409 - 50,2%
- Mujeres: 1.508.421 - 49,8%

- Urbana: 1.295.345 - 42,8%
- Rural: 1.734.485 - 57,2%

### Ciudades más pobladas
- Asunción 454.881
- San Lorenzo 74.552
- Lambaré 67.168
- Fernando de la Mora 66.597
- Caaguazú 66.111
- Luque 64.288
- Ciudad del Este 62.328
- Coronel Oviedo 60.757
- Pedro Juan Caballero 50.808
- Encarnación 48.006
- Capiatá 44.629

| Predecesor: 1972 | Censo paraguayo 1982 | Sucesor: 1992 |